# Брижиду, Рубен
Рубен Луиш Маурисиу Брижиду (порт. Rúben Luís Maurício Brígido; род. 23 июня 1991, Лейрия) — португальский футболист, полузащитник.

## Карьера
Футбольную карьеру начал в 2010 году в составе клуба «Униан Лейрия».
В 2014 году перешёл в «Оцелул».
В 2015 году подписал контракт с клубом «Эрмис».
В 2016 году играл за кипрский «Отеллос».
В 2017 году стал игроком кипрского клуба «Неа Саламина», за который провёл 34 матчей.

## Достижения
«Тобол» Костанай
- Чемпион Казахстана: 2021
- Обладатель Суперкубка Казахстана: 2022

## Клубная статистика
| Игровая карьера | Игровая карьера | Игровая карьера | Лига | Лига | Кубок | Кубок | Межд. | Межд. | СК | СК |
| --------------- | --------------- | --------------- | ---- | ---- | ----- | ----- | ----- | ----- | -- | -- |
| 2018/19         | Берое           | А               | 35   | 4    | 2     | 0     | —     | —     | —  | —  |
| 2019/20         | Берое           | А               | 20   | 2    | 2     | 1     | —     | —     | —  | —  |
| 2020            | Ордабасы        | А               | 20   | 3    | —     | —     | 1     | 0     | —  | —  |
| 2021            | Ордабасы        | А               | 17   | 1    | —     | —     | —     | —     | —  | —  |
| 2021            | Тобол           | А               | 6    | 0    | 9     | 0     | 4     | 0     | —  | —  |
| 2022            | Тобол           | А               | 14   | 1    | —     | —     | 2     | 0     | 1  | 0  |
| 2022            | Каспий          | А               | 9    | 2    | —     | —     | —     | —     | —  | —  |
| 2023            | Каспий          | А               | 13   | 3    | 1     | 0     | —     | —     | —  | —  |
| 2024            | Кызыл-Жар       | А               | 2    | 0    | —     | —     | —     | —     | —  | —  |